# Sławomira Jezierska
Sławomira Jezierska, z d. Sołoducha (ur. 4 listopada 1967 w Bystrzycy Kłodzkiej) – polska piłkarka ręczna, mistrzyni i reprezentantka Polski. Mistrzyni Macedonii.

## Życiorys
Była zawodniczką AZS AWF Wrocław, z którym zdobyła mistrzostwo Polski w 1989 i 1990 i wicemistrzostwo w 1987, 1992 i 1993, macedońskiego Gjorče Petrov Skopje (dwa sezony 1993/1994 i 1994/1995), gdzie zdobyła dwa tytuły mistrza Macedonii, ponownie AZS Wrocław (od sezonu 1995/1996) i Zagłębia Lubin (1998/1999). W 1993 została "królową" strzelców ligi (214 bramek)
W reprezentacji Polski debiutowała 29 stycznia 1990 w towarzyskim spotkaniu z Holandią, wystąpiła w mistrzostwach świata w 1993 (10 miejsce), ostatni raz w biało-czerwonych barwach zagrała 1 czerwca 1995 w towarzyskim spotkaniu z Bułgarią. Łącznie w reprezentacji Polski wystąpiła 75 razy, zdobywając 252 bramki.